# Machiavelli (Automarke)
Machiavelli war eine US-amerikanische Automarke.

## Markengeschichte
Eine Quelle gibt an, dass die Henderson Motors Corporation aus Key Biscayne in Florida unter Leitung von Robert Henderson der Hersteller war. Das Unternehmen mit Sitz in Key Biscayne wurde am 30. November 1981 gegründet und von Mario Escobar geleitet. Es vertrieb Fahrzeuge von BMW, Mercedes-Benz und Porsche.
Andere Quellen nennen Machiavelli Motors aus Key Biscayne. Es gab ab dem 22. März 1985 eine Machiavelli Motors of America Inc. und ab dem 30. Oktober 1985 eine Machiavelli Motors of Miami Inc., beide unter Leitung von R. Sanchez mit Sitz in Miami in Florida.
1985 begann die Produktion von Automobilen und später auch von Kit Cars. Der Markenname lautete Machiavelli. 1988 oder 1989 endete die Produktion.

## Fahrzeuge
Das Modell 305 GTS 2+2, auch Max genannt, war die Nachbildung des Ferrari 328 GTS. Der T-Max Testarudo ähnelte dem Ferrari Testarossa. Beide basierten auf Pontiac Firebird bzw. Chevrolet Camaro. Ein V8-Motor mit wahlweise 5000 cm³ oder 5700 cm³ Hubraum trieb die Fahrzeuge an. Die Karosserie bestand aus Kunststoff.
In der Fernsehserie Miami Vice fuhr Philip Michael Thomas so ein Fahrzeug.